# Буэнфиль, Эрика
Тере́са де Хесу́с Буэнфи́ль Ло́пес (исп. Teresa de Jesús Buenfil López; род. 23 ноября 1963, Монтеррей, Нуэво-Леон, Мексика) — мексиканская актриса кино, известная в России по главной роли в телевизионном сериале «Марисоль», транслировавшемся в начале 2000-х годов.

## Творчество
В 1977 году в возрасте 13 лет первый раз снялась в теленовелле «Acompañame». Далее участвовала в съемках на второстепенных ролях.
Первая успешная большая роль — работа 1981 года в теленовелле «Право быть рождённым» (Кристина дель Юнко). В 1985 году получила главную роль в новелле «Анхелика».
В 1993 году рассматривалась как кандидат на главную роль Моники в исторической новелле «Дикое сердце», но роль была отдана Эдит Гонсалес. Ей было предложено стать соперницей героини, Айме, но актриса отказалась.
В 1995 году снялась в телесериале «Марисоль» (дублирован на русский и транслировался в России телеканалом ТНТ в 1998—2001 годах), получив у публики и критиков грандиозный успех и известность.
В 1996 году в «Шоу Кристины» заявила, что отныне хочет играть только главные роли и не будет больше сниматься во второстепенных сценах. В 1998 году отказалась от ролей Паолы и Паулины в теленовелле «Узурпаторша», отдав предпочтение театральным работам. Впоследствии снялась в новелле «Три женщины» и сыграла небольшую роль в сериале «Лицо ангела».
В 2002 году утверждена на главную роль Далии в сериале «Таковы эти женщины». Затем играла в сериале «Любить тебя — мой грех» и в сериале «Дуэли страстей» в роли матери главной героини.
В 2015 году вернулась на телевидение со звёздной ролью в «Смею вас покинуть» — ремейке теленовеллы «Любовь в тишине», в которой играла главную роль 26 лет назад, в 1989 году.

## Личная жизнь
В 2005 году родила сына Николаса де Хесуса, позднее в различных ток-шоу отмечала, что является матерью-одиночкой, отказываясь назвать имя отца ребёнка.